# ويليام داونز غريفيث
ويليام داونز غريفيث (بالإنجليزية: William Downes Griffith)‏ هو سياسي جنوب أفريقي، ولد في 1829.